# Unión de Tula (kommun)
Unión de Tula är en kommun i Mexiko.   Den ligger i delstaten Jalisco, i den södra delen av landet, 500 km väster om huvudstaden Mexico City.
Följande samhällen finns i Unión de Tula:
- Unión de Tula
- Colonia Trigomil
- San Cayetano
- Santa Fe
- Santa Rosa de Lima